# Mykola Markewytsch

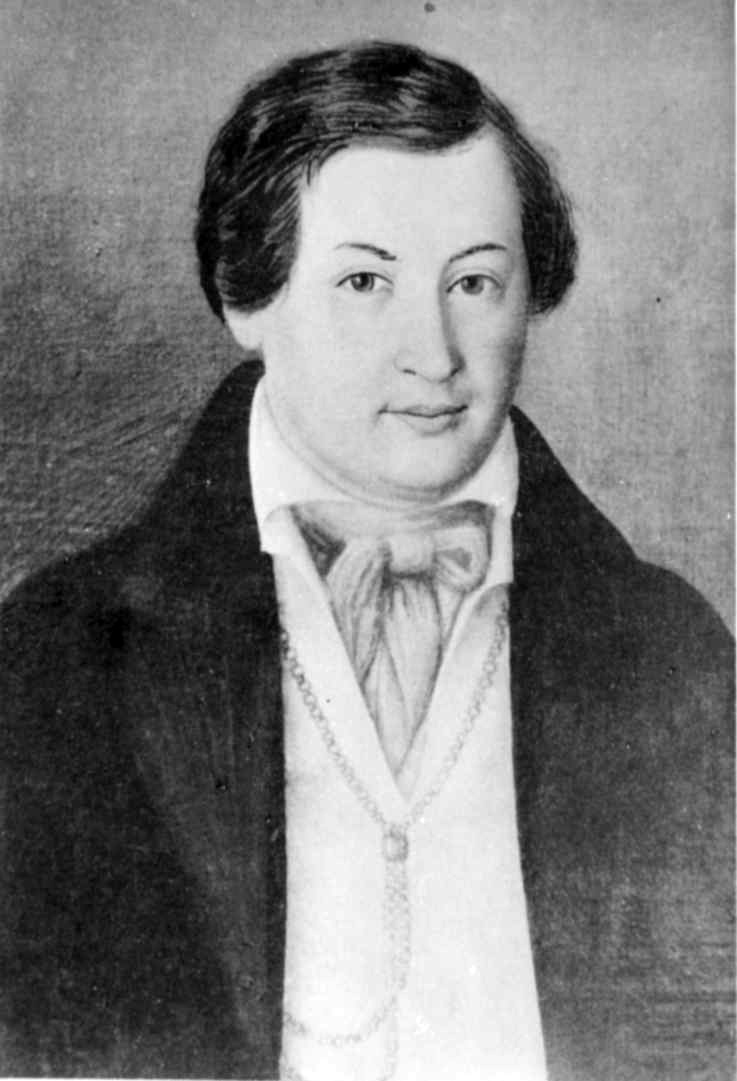
Der junge Mykola Markewytsch

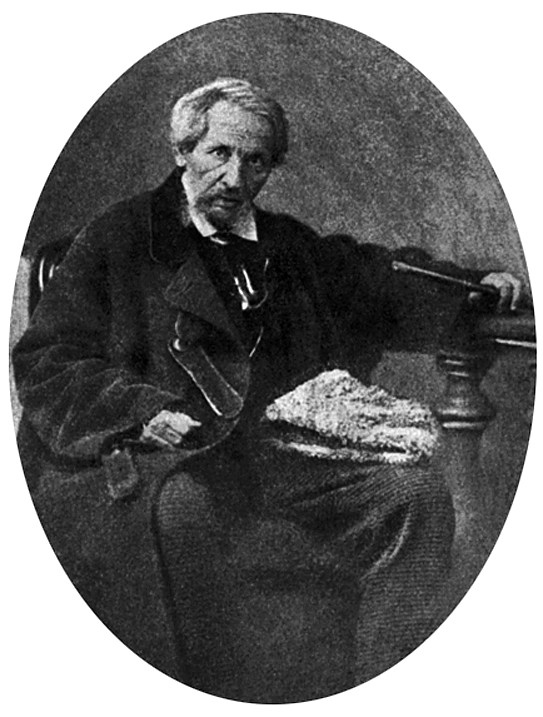
Mykola Markewytsch im Alter

Mykola Andrijowytsch Markewytsch (ukrainisch Микола Андрійович Маркевич, russisch Николай Андреевич Маркевич Nikolai Andrejewitsch Markewitsch; * 26. Januarjul. / 7. Februar 1804greg. in Dunajez, Ujesd Hluchiw, Gouvernement Tschernigow, Russisches Kaiserreich; † 9. Junijul. / 21. Juni 1860greg. in Turiwka, Ujesd Pryluky, Gouvernement Poltawa, Russisches Kaiserreich) war ein ukrainisch-russischer Historiker, Ethnograph, Schriftsteller, Komponist und Musikwissenschaftler.

## Leben
Mykola Markewytsch kam als Sohn des Gutsbesitzers und Diplomaten Andrij Iwanowytsch Markewytsch (Андрій Іванович Маркевич) und der Gräfin Anastassija Wassyliwna Hudowytsch in Dunajez (Дунаєць) im heutigen Rajon Hluchiw der ukrainischen Oblast Sumy als Spross einer alten ukrainischen Kosakenfamilie zur Welt.
Er erhielt von 1814 bis 1817 Privatunterricht bei Pawlo Bilezkyj-Nossenko (1774–1856) auf dessen Anwesen im Dorf Lapynzi (Лапинці) bei Pryluky.
Anschließend studierte er von 1817 bis 1820 am Internat des Pädagogischen Instituts in Sankt Petersburg, wo er sich mit Michail Glinka anfreundete und lebenslange gute Beziehungen zu ihm pflegte. Weitere Kommilitonen und Freunde waren unter anderem Jewgeni Baratynski, Anton Delwig und die zukünftigen Dekabristen Wilhelm Küchelbecker und Kondrati Rylejew.
Im Februar 1820 verließ er das Internat und schloss sich dem Dragoner-Kurland-Regiment der russischen Armee an. Am 18. Juni 1821 wurde er Kadett und am 22. April 1822 wurde er zum Fähnrich befördert. Bis zu Beginn des Jahres 1824 diente er als Leutnant im Dragonerregiment, das er dann auf Drängen seines Vaters verließ und sich auf dem Familienbesitz im Dorf Turiwka niederließ.
1829 ging er für ein Jahr nach Moskau, wo er Klavier und Komposition bei John Field studierte. Hier traf er auch Adam Mickiewicz, Alexander Puschkin, Iwan Kirejewski und Nikolai Jasykow. 1840 kam er nach Sankt Petersburg und trat in den Kreis um Karl Brjullow und Nestor Kukolnik ein. Er pflegte Beziehungen zu vielen bekannten Ukrainern wie Ossip Bodjanski, Nikolai Gogol, Jewhen Hrebinka, Iwan Kotljarewskyj, Mychajlo Maxymowytsch und Taras Schewtschenko, den er am 27. April 1840 kennen lernte. Dieser schrieb ihm im Mai 1840, am Vorabend seiner Abfahrt von Sankt Petersburg, das 1843 veröffentlichte Gedicht „Н. Маркевичу“ (zu deutsch: M. Markewytsch). Man geht davon aus, dass die Poesie von Markewytsch einen bedeutenden Einfluss auf Schewtschenko, insbesondere auf dessen frühe Werke wie „Perebendja“ (Перебендя) und „Do Osnowjanenka“ (До Основ'яненка) hatte.
1857 reiste Markewytsch über Krakau, wo er zum Mitglied der Krakauer Wissenschaftlichen Gesellschaft gewählt wurde, zur Behandlung nach Italien. Ansonsten lebte er auf seinem Anwesen in Turiwka im heute ukrainischen Rajon Shuriwka in der Oblast Kiew, wo er 56-jährig starb. Er wurde in der Familiengruft der Allerheiligen-Kirche am rechten Ufer des Perewid (Перевід), gegenüber dem Dorf Turiwka begraben.

Familienwappen der Familie Markewytsch

## Familie
Markewytsch war der Ehemann von Ulyana Alexandrowna Rakowitsch (1809–1893), Tochter eines Hochschulrektors, deren Schwester die Frau des berühmten russischen Schriftstellers Pawel Annenkow war.
Mykola Markewytsch war der Vater von zwölf Kindern, darunter der Ethnograph, Jurist und Musiker Andrei Nikolajewitsch Markowitsch.

## Werk
1829 wurden seine Sammlungen Elegii i ewreiskije melodii (Elegien und jüdische Melodien) und Stichotworenija erotitscheskije i Parisina (Erotische Gedichte und Parisina) und 1831 seine Sammlung romantischer Balladen über die heroische Vergangenheit der Ukraine, Ukraynskye melodyy (Украинские мелодии zu deutsch Ukrainische Melodien) in Moskau veröffentlicht. 1836 publizierte er den ersten Band eines historischen, mythologischen und statistischen Wörterbuchs des Russischen Reiches.
Sein Hauptwerk war die 5-bändige „Geschichte von Kleinrussland“ (1842–1843, Moskau). Es stellte die Geschichte der Ukraine von der Antike bis zum Ende des 18. Jahrhunderts dar, insbesondere die Entwicklungsprozesse der ukrainischen Staatlichkeit und Rechts. Die ersten beiden Bände waren eine Zusammenstellung der „Geschichte der Rus“.
Dieses Werk hat die ukrainische Geschichtsschreibung des 19. Jahrhunderts und seine romantischen Zeitgenossen, besonders seinen Freund Taras Schewtschenko, stark beeinflusst. Zu den umfangreicheren seiner ethnografischen Werke gehört seine Schrift über die Volksbräuche, den Volksglauben und die traditionellen Speisen und Getränke der Kleinrussen (1860) sowie Zusammenstellungen kleinrussischer (1840) und südrussischer (1857) Volkslieder. Am Institut für russische Literatur in Sankt Petersburg wird sein persönliches Archiv, einschließlich seines Tagebuchs, aufbewahrt. Seine wertvolle kommentierte Sammlung von 6550 Dokumenten aus dem 16. bis 18. Jahrhundert befindet sich in der Staatsbibliothek in Moskau. 
Russische Nationalisten bezeichneten Markewytsch als „ukrainischen bürgerlichen Nationalisten“. Viele seiner Arbeiten wurden nicht veröffentlicht, sein Werk war von der sowjetischen Zensur verboten.